# Sound Blaster

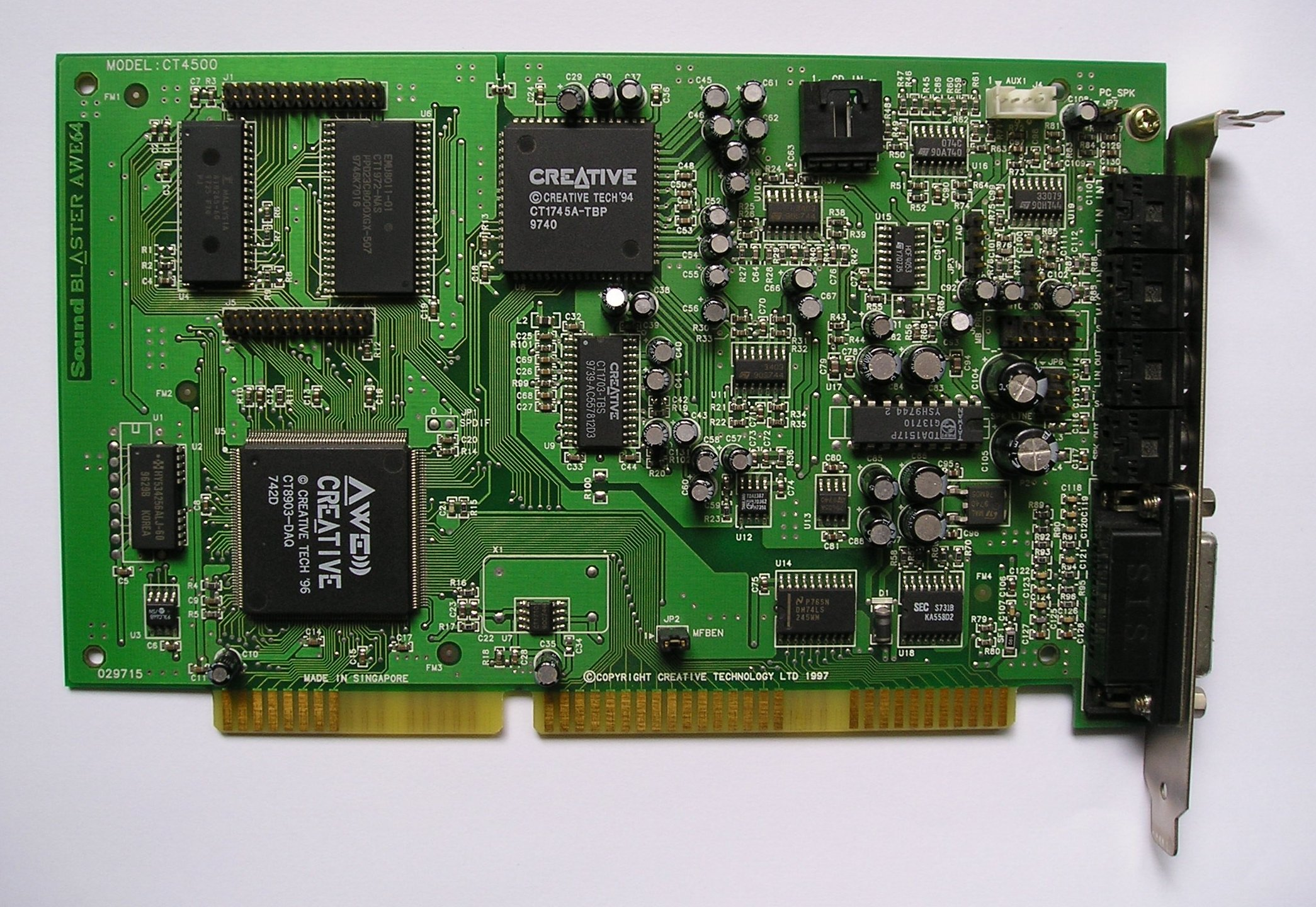
Carte ISA Sound Blaster AWE64.

Sound Blaster est une marque déposée de Creative Labs apparue en 1989. C'est une gamme de cartes son qui a été pendant de nombreuses années le standard de fait sur PC. Ces cartes son doivent actuellement lutter contre l'apparition de contrôleurs audio embarqués sur les cartes mères. Les drivers des cartes Creative sont peu ouverts : pas de support du dolby digital live concurrent de l'EAX, driver digne de leur DSP que pour les produits E-mu. En effet, Creative a acheté de nombreuses sociétés au fil des années : Ensoniq, E-mu, Cambridge Soundworks, Ectiva Inc.
Creative détient des parts de Sigmatel, fabricant de puces pour lecteurs MP3.

## Avant la Sound Blaster
L'histoire des cartes son Creative commence avec la sortie de la carte Creative Music System (C/MS) en août 1987. Elle contient deux puces Philips SAA1099, qui, ensemble, permettent de gérer un signal sur douze voies.
Ce type de circuit avait déjà été présenté dans divers magazines d'électronique. Pendant de nombreuses années, Creative a plutôt utilisé des puces de constructeurs tiers pour ses premiers produits. Les différents circuits intégrés étaient recouverts par des étiquettes en papier blanc ou noir apposées sur le dessus de la puce, cachant ainsi l'identité du fabricant. Sur la C/MS en particulier, les puces Philips sont masquées par un papier blanc avec une inscription la désignant comme « CMS-301 ». Les composants venant réellement de Creative avaient généralement une référence du type « CT 12345 ».
La carte comprenait un circuit intégré PGA de quarante broches (Creative Technology Programable Logic) portant l'inscription sérigraphiée « CT 1302A CTPL 8708 ». Cette puce ressemblait exactement au « DSP » des futures Sound Blaster. Il pouvait être utilisé pour automatiser certaines opérations sur le son, comme le contrôle de l'enveloppe.
Un an après, en 1988, Creative commercialise le C/MS via RadioShack sous le nom « Game Blaster ». Cette carte est identique en tous points au précurseur C/MS. Creative n'a pas pris la peine de changer les étiquettes sur la carte ni le nom des programmes livrés avec la Game Blaster.

## 1989: premières Sound Blaster
La première carte portant le nom « Sound Blaster » apparait en novembre 1989. Aux fonctionnalités de la Game Blaster originale, s'ajoute un synthétiseur FM à onze voix utilisant la puce Yamaha YM3812 également connue sous le nom « OPL2 ». Elle permet une compatibilité parfaite avec la carte concurrente, Adlib, déjà supportée par les jeux sur PC. Creative utilise alors l'acronyme « DSP » pour désigner la partie numérique de la Sound Blaster. Cela signifie digital sound processor et non digital signal processor. Il s'agit d'un simple microcontrôleur de la famille Intel MCS-51 (fourni par Intel et Matra MHS entre autres). Il permet de jouer un son mono samplé jusqu'à 23 kHz (qualité d'une radio AM) et d'enregistrer à 12 kHz (un peu mieux que le téléphone à 8 kHz). La seule fonctionnalité de traitement numérique du signal du circuit était la compression et décompression ADPCM. Manque à la carte un filtre d'anti-aliasing, et les enregistrements rendent en conséquence un son caractéristique de boite en métal. Enfin, la carte possède un port joystick et une interface propriétaire MIDI. Cette interface ne permettant pas de réaliser des entrées et sorties en simultané, les logiciels de musique de l'époque devaient utiliser le synthétiseur FM pour jouer la note correspondant à l'entrée reçue depuis le clavier MIDI.
Il est difficile de savoir quel microcontrôleur a été utilisé comme « DSP » sur les premiers modèles de Sound Blaster. Creative avait apposé une étiquette noire marquée « (C) COPYRIGHT 1989 CREATIVE LABS, INC DSP-1321 » et supprimé les deux tiers du plastique en dessous. L'analyse du brochage suggère qu'il s'agit d'un microcontrôleur Intel 8051 avec une mémoire ROM. Les étiquettes sur le circuit de synthétisation FM et le convertisseur numérique-analogique (Yamaha 3014B) portent respectivement les références « FM1312 » et « FM1314 ». Heureusement les références du constructeur en dessous sont restées intactes. Les modèles suivants mettent fin au cache-cache et l'identité du fabricant est conservée sur le « DSP ».
Malgré ses limitations, en moins d'un an, la Sound Blaster devient la plus vendue des cartes d'extension pour PC.
L'utilisation prématurée du terme « DSP » força Creative à utiliser un autre nom lorsqu'ils inclurent un réel traitement numérique du signal. Pour les futurs modèles, ils choisissent la dénomination « ASP », pour « Advanced Signal Processing ».

## 1990: Sound Blaster 1.5 et suivantes

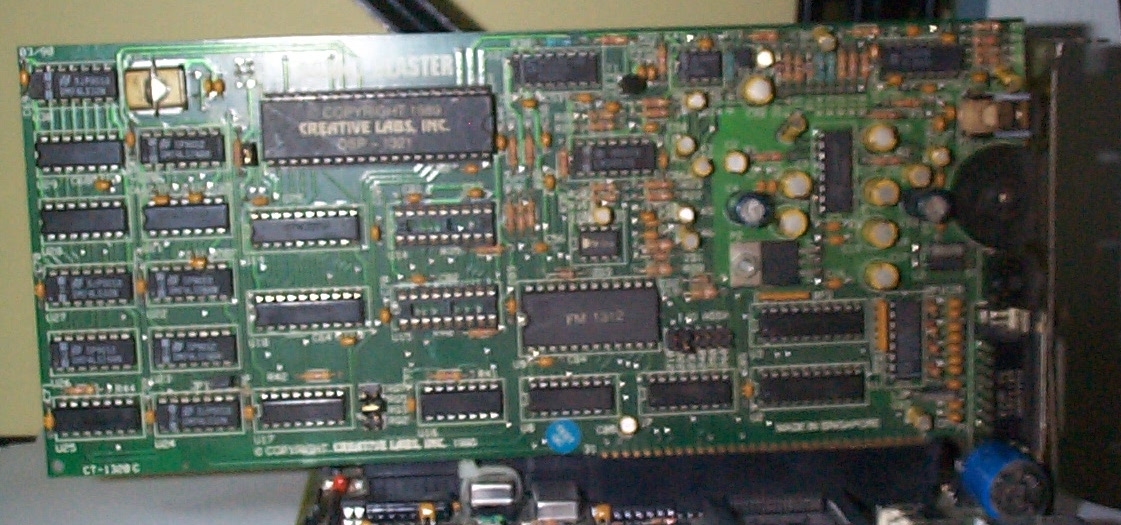
Sound Blaster 1.5 (CT1320C).

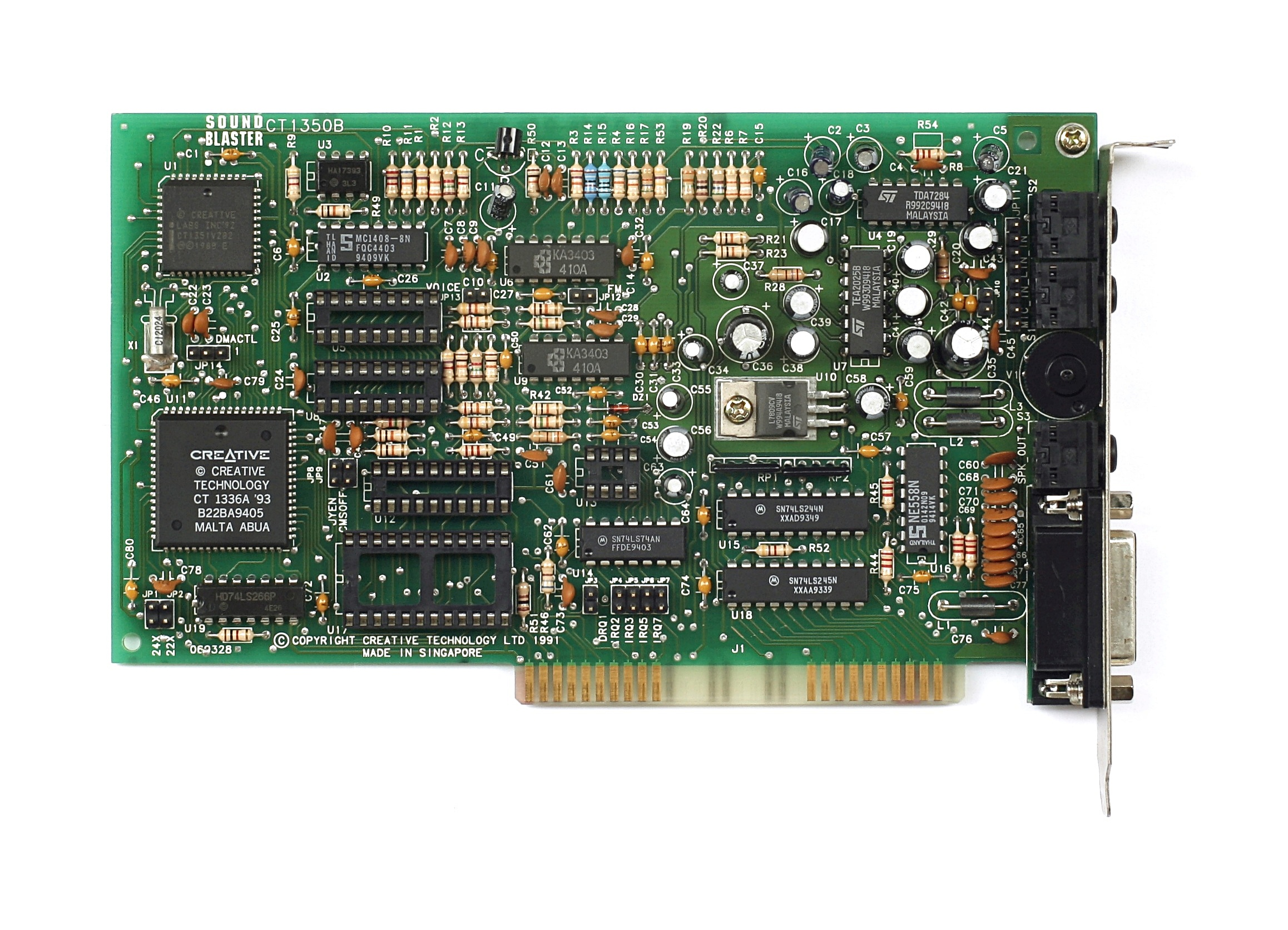
Sound Blaster 2.0 (CT1350B), sans les puces CM/S et FM.

La Sound Blaster 1.5, sortie en 1990, abandonne les circuits C/MS. Les puces pouvaient être achetées séparément puis insérées dans deux sockets sur la carte. Le changement est probablement dû à l'arrêt de la production de ce circuit par Philips. On pouvait les acheter par correspondance à Creative jusqu'en 1993.
Peu après, la Sound Blaster 2.0 ajoute le support pour l'auto-initialisation du DMA, qui permet de produire une boucle continue de son sortant. Une révision suivante, la 2.01, porte la fréquence d'échantillonnage en lecture à 45 kHz (la même fréquence que sur la Sound Blaster Pro, sortie à peu près au même moment).
Sound Blaster MCV, quant à elle, est une version créée pour l'IBM PS/2 modèle 50 et suivants qui possédait un bus Micro Channel au lieu des traditionnels ISA.

## 1991: Sound Blaster Pro 1 et 2

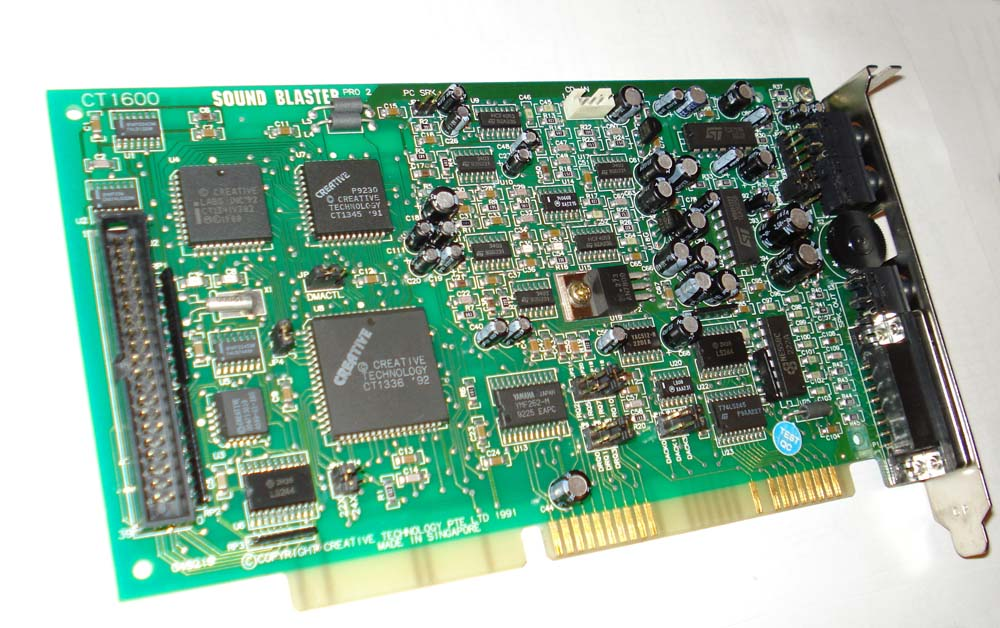
Sound Blaster Pro 2 (CT1600).

En 1991, la Sound Blaster Pro marque une nouvelle évolution vers ce qui sera un peu plus tard connu sous le nom d'« ordinateur multimédia » ou, en anglais, « Multimedia Personal Computer » et la norme MPC homonyme. Cette carte permet la numérisation à 22 kHz en stéréo et 44,1 kHz en mono, se rapprochant ainsi de la qualité des lecteurs de CD audio et de leurs 44,1 kHz en stéréo.
En outre, cette carte intègre un bus propriétaire Panasonic permettant de relier un lecteur de CD-ROM simple vitesse, soit un taux de transfert de 150 ko/s. La carte est vendue seule ou en lot comprenant un lecteur de CD-ROM à chargement par cartouche et divers logiciels.
La version suivante intègre une puce sonore Yamaha plus puissante et voit ses capacités MIDI améliorées, avec entre autres l'apparition du full-duplex (envoi et réception de données simultanés). Elle aussi est disponible seule ou sous la forme de divers lots, incluant lecteur de CD-ROM simple ou double vitesse et applications diverses. Parmi ces premiers lots, celui comprenant un lecteur double vitesse et le jeu The 7th Guest est caractéristique des avancées technologiques de l'époque, permettant d'intégrer aux jeux vidéo des musiques de qualité CD, de la vidéo, une résolution d'image plus élevée, etc. Le lecteur de CD-ROM va ensuite se démocratiser très rapidement, jusqu'à entraîner la disparition complète des lecteurs de disquette au milieu des années 2000.

## Périphériques USB audio
- Sound Blaster X-Fi GO! Pro

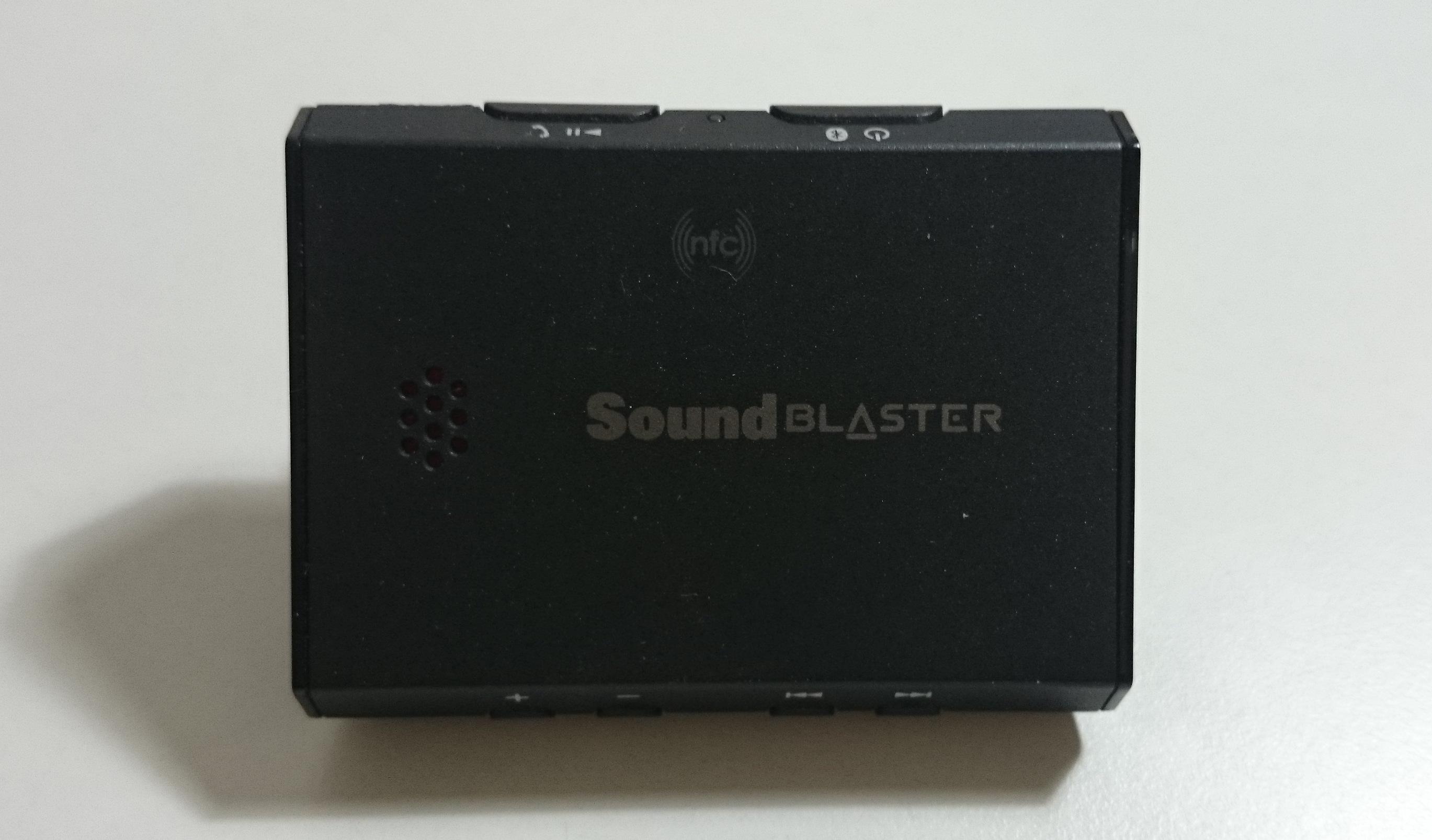
Sound Blaster E3.

- Sound Blaster X-Fi Surround 5.1 Pro
- Sound Blaster Digital Music Premium HD
- Sound BlasterAxx SBX 8 / SBX 10 / SBX 20
- Sound Blaster Play! 2
- Sound Blaster Omni Surround 5.1
- Sound Blaster R3
- Sound BlasterAxx AXX 200
- Sound Blaster Roar
- Sound Blaster Roar 2
- Sound Blaster E1 / E3 / E5
- Sound Blaster X7